# Hesperidanthus
Hesperidanthus là chi thực vật có hoa trong họ Cải.

## Species
Tài liệu Plants of the World Online ghi nhận có 5 loài thuộc chi này:
- Hesperidanthus argillaceus (S.L.Welsh & N.D.Atwood) Al-Shehbaz
- Hesperidanthus barnebyi (S.L.Welsh & N.D.Atwood) Al-Shehbaz
- Hesperidanthus jaegeri (Rollins) Al-Shehbaz
- Hesperidanthus linearifolius (A.Gray) Rydb.
- Hesperidanthus suffrutescens (Rollins) Al-Shehbaz